# Världsmästerskapen i bågskytte 1935
Världsmästerskapen i bågskytte 1935 arrangerades i Bryssel i Belgien mellan den 26 och 31 augusti 1935.

## Medaljsummering

### Recurve
| Event                          | Guld                   | Silver                | Brons                  |
| Herrarnas individuella tävling | Adrien Van Kolen (BEL) | Georges De Rons (BEL) | Frans Walraevens (BEL) |
| Damernas individuella tävling  | Ina Catani (SWE)       | E. Atkinson (GBR)     | Janina Kurkowska (POL) |
| Herrarnas lag                  | Tjeckoslovakien        | Belgien               | Sverige                |
| Damernas lag                   | Storbritannien         | Sverige               | Polen                  |

### Medaljtabell
| Pl. | Nation          | Guld | Silver | Brons | Totalt |
| --- | --------------- | ---- | ------ | ----- | ------ |
| 1   | Belgien         | 1    | 2      | 1     | 4      |
| 2   | Sverige         | 1    | 1      | 1     | 3      |
| 3   | Storbritannien  | 1    | 1      | -     | 2      |
| 4   | Tjeckoslovakien | 1    | -      | -     | 1      |
| 5   | Polen           | -    | -      | 2     | 2      |